# Лаго Виста (Тексас)
Лаго Виста (енгл. Lago Vista) град је у америчкој савезној држави Тексас. По попису становништва из 2010. у њему је живело 6.041 становника.

## Демографија
Према попису становништва из 2010. у граду је живело 6.041 становника, што је 1.534 (34,0%) становника више него 2000. године.
| Група             | 2000.         | 2010.         |
| Белци             | 4.013 (89,0%) | 5.115 (84,7%) |
| Афроамериканци    | 38 (0,8%)     | 73 (1,2%)     |
| Азијати           | 30 (0,7%)     | 39 (0,6%)     |
| Хиспаноамериканци | 355 (7,9%)    | 710 (11,8%)   |
| Укупно            | 4.507         | 6.041         |